# Новодворский, Витольд Марцелиевич
Витольд Марцелиевич Новодворский (4 апреля 1887, Рязань — 18 января 1961, Ленинград) — генерал-майор медицинской службы ВС СССР, генерал бригады Народного Войска Польского, доктор медицинских наук (1942). Терапевт и фтизиатр, автор более 50 научных трудов.

## Биография
Отец — Марцелий Новодворский, участник восстания в Польше, выслан из Польши в Россию. Окончил в 1906 году гимназию Петербурга, изучал биологию в Санкт-Петербургском университете, в 1907—1912 годах учился в Военно-медицинской академии Санкт-Петербурга. Окончил её в 1912 году с дипломом военного врача и получил офицерское звание в русской армии. Ординатор клиники при Военно-медицинской академии. 22 июля 1914 года мобилизован в качестве младшего полкового врача и отправлен на фронт Первой мировой войны. С августа 1915 года — врач госпиталя и эвакуационного пункта в Петрограде. Служил в Русской императорской армии до 1917 года.
С 1918 года в рядах РККА, в 1919—1922 годах — ординатор клиники Военно-медицинской академии Петрограда, в 1919—1925 годах — врач Детского дома Петрограда. В межвоенные годы — преподаватель (с 1936 года доцент) ленинградской Военно-медицинской академии имени С.М.Кирова. Работал членом Комиссии медицинского страхования в 1925—1929 годах, консультант офтальмологического института в 1929—1934 годах. Кандидат медицинских наук (1934), доктор медицинских наук (1942), профессор, заместитель начальника кафедры факультетской терапии с 1941 года. Как учёный был известен исследованиями в области лечения терапевтических и туберкулезных больных, где научно обосновал организацию этапного лечения, а также вопросами клиники острого лейкоза. Разработал инструкции по работе войскового врача в мирное время. Под редакцией В.М. Новодворского был издан первый учебник «Туберкулез». Автор более 50 научных трудов.
В годы Великой Отечественной войны участвовал в обороне Ленинграда. 2 апреля 1944 года направлен в качестве армейского терапевта (в звании полковника) в 1-ю польскую армию. 20 апреля 1944 года назначен её главным армейским терапевтом. 22 ноября 1944 года назначен главным терапевтом Войска Польского. Руководил терапевтической службой в составе 1-го Белорусского и 1-го Украинского фронтов в Белорусской, Висло-Одерской и Берлинской операциях. Профессор Люблинского университета имени Марии Кюри-Склодовской, руководитель 3-й клиники. Генерал бригады Войска Польского (решение Президиума Государственного народного совета Польши от 31 декабря 1944 со старшинством с 1 января 1945 года). Главный терапевт Департамента службы здравоохранения Войска Польского и Министерства национальной обороны Польши (с февраля 1946), организатор службы здравоохранения на возвращённых польских землях.
9 ноября 1946 года закончил службу в Войске Польском и вернулся в СССР, где преподавал дальше в Военно-медицинской академии. С 1955 года профессор и начальник кафедры фтизиатрии ВМА. Отмечен наградами:
- Офицерский крест Ордена Возрождения Польши (1945)
- Командорский крест Ордена Возрождения Польши (1946)[3]
- Орден Креста Грюнвальда III степени (11 мая 1945)[4]
- Орден Ленина (1945)
- Орден Красного Знамени (дважды, в т.ч. 1944)
- Медаль «XX лет Рабоче-Крестьянской Красной Армии»
- Медаль «За оборону Ленинграда»
- Медаль «За освобождение Варшавы»
- Медаль «За взятие Берлина»
- Медаль «За победу над Германией в Великой Отечественной войне 1941-1945 гг.»